# Christian Belwit
Christian Belwit, właśc. Witold Beliński (ur. 18 marca 1956, zm. 26 lipca 2003) – polski poeta i bard pochodzący z Wrocławia.

## Życiorys
Grał na gitarze i śpiewał swoje piosenki, występując na lokalnych festiwalach poezji śpiewanej. Występował tam głównie jako gość po koncertach konkursowych, ale zdobywał również nagrody: w Bazunie i na Bakcynaliach '84 w Chatce Żaka w Lublinie. Dwukrotnie zdobył I miejsce na Festiwalu Piosenki Debilnej we Wrocławiu. Na scenie był niekonwencjonalny, a paradoksalne poczucie humoru zapewniało mu sympatię słuchaczy. Cierpiał na schizofrenię, przez dłuższy czas żył jako bezdomny. Przygarnęła go rodzina Andrzeja Waligórskiego, która przyczyniła się do ocalenia wielu jego utworów.
Dzięki pomocy Stanisława Srokowskiego (powieściopisarza, poety i przyjaciela Christiana) w 2000 roku został wydany jedyny tomik poetycki Belwita, zatytułowany Pierwszy i ostatni.
W 2003 roku, po śmierci autora, Mirosław Spychalski zrealizował film dokumentalny Właściwie mój życiorys przepadł, dotyczący życia i twórczości Belwita. Od 2004 roku we Wrocławiu każdej jesieni odbywa się Turniej Jednego Wiersza im. Christiana Belwita.